# Manuel Allendesalazar Muñoz
Manuel Allendesalazar y Muñoz de Salazar (Guernica, 24 d'agost de 1856 - Madrid, 17 de maig de 1923) fou un enginyer i polític espanyol.
Va ser ministre d'Hisenda durant la regència de Maria Cristina d'Habsburg-Lorena i, President del Consell de Ministres, ministre d'Instrucció Pública i Belles arts, d'Agricultura, Indústria, Comerç i Obres Públiques, de Governació, d'Estat, de Fomento i de Marina durant el regnat d'Alfons XIII.

## Origen
Va néixer a la localitat biscaïna de Guernica. Fill de Manuel María Allendesalazar y Loyzaga, 3r comte de Montefuerte, i d'Ángela Muñoz de Salazar y Martorell, 8a senyora de la vila de Villanueva de Tapia. Es va casar amb María de los Ángeles Bernar y Llácer amb qui va tenir una filla, María de la Concepción de Allendesalazar y Bernar, Dama de l'Orde de les Dames Nobles de María Luisa, casada amb Manuel González-Hontoria y Fernández Ladreda.
Després de llicenciar-se com a enginyer agrònom i impartir classes com a professor a l'Escola d'Enginyeria en la qual havia estudiat, va iniciar la seva carrera política en el Partit Liberal Conservador amb el qual fou elegit diputat a les eleccions generals espanyoles de 1884 per la circumscripció de Biscaia, escó que tornaria a obtenir en les successives eleccions celebrades fins a 1891.

## Ministre

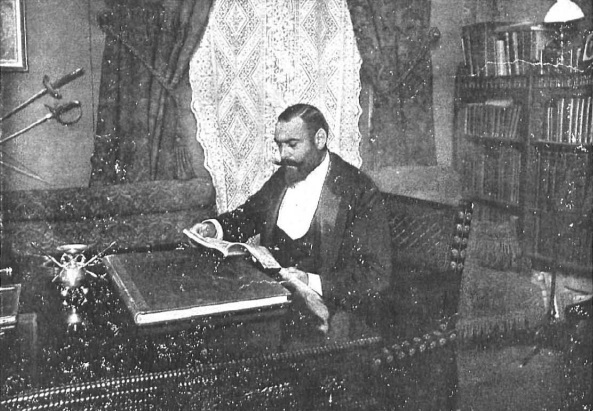
Allendesalazar, ministre d'Hisenda, fotografiat al seu despatx per Manuel Compañy.

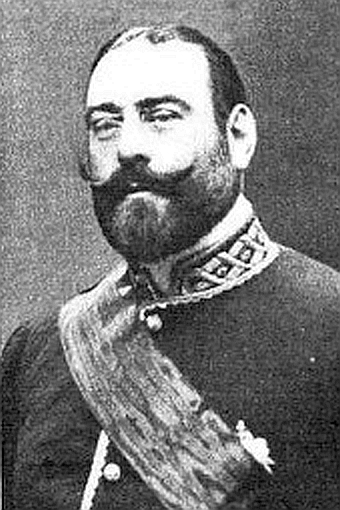
Manuel Allendesalazar, fotografiat per Christian Franzen.

Va fer-se càrrec de l'alcaldia de Madrid d'abril a juliol de 1900. Va ser ministre d'Hisenda entre el 6 de juliol de 1900 i el 6 de març de 1901 en un govern Azcárraga; ministre d'Instrucció Pública i Belles arts entre el 6 de desembre de 1902 i el 20 de juliol de 1903 en un gabinet Silvela; ministre d'Agricultura, Indústria, Comerç i Obres Públiques entre el 5 de desembre de 1903 i el 5 de desembre de 1904 en un govern Maura en el qual va desenvolupar i va afavorir els projectes de transformació del secà en regadiu; i ministre de Governació entre el 5 i el 16 de desembre de 1904 al mateix govern Maura.
Fou governador del Banc d'Espanya entre 1904 i 1905 no serà novament ministre fins que Maura el reclamà perquè ocupés, entre el 25 de gener de 1907 i el 16 de desembre de 1909, la cartera de ministre d'Estat a l'anomenat "govern llarg de Maura". Després d'aquesta etapa, Allendesalazar va preferir exercir càrrecs a empreses públiques, més rendibles econòmicament, i serà nomenat novament governador del Banc d'Espanya (1919) i director de Tabacalera.
Tornaria a ser ministre, entre les seves dues etapes com a president del Consell de Ministres, en aquesta ocasió de forma interina, en ocupar la cartera de ministre de Foment, entre el 14 i el 17 de febrer de 1920 en un gabinet Dato, i la cartera de ministre de Marina entre el 17 de març i el 5 de maig de 1920 en un govern que ell mateix presidiria.

## President del Consell de Ministres
El 1919 Antoni Maura el nomena president del Senat d'Espanya, i a la fi del mateix any Alfons XIII li va encarregar presidir, entre el 12 de desembre de 1919 i el 5 de maig de 1920, un nou govern. No obstant això, en ser assassinat el 7 de març de 1921 el seu successor en el càrrec, Eduardo Dato, el rei li va tornar a encarregar la confecció d'un nou gabinet que s'estendria entre el 13 de març i el 14 d'agost de 1921 quan el desastre d'Annual va provocar una crisi al govern que va acabar de manera definitiva amb la seva carrera política sent substituït per l'incombustible Antoni Maura.